# Torpedo adenensis
Torpedo adenensis är en rockeart som beskrevs av Carvalho, Stehmann och Manilo 2002. Torpedo adenensis ingår i släktet Torpedo och familjen darrockor. IUCN kategoriserar arten globalt som nära hotad. Inga underarter finns listade i Catalogue of Life.